# Niccolò Tartaglia

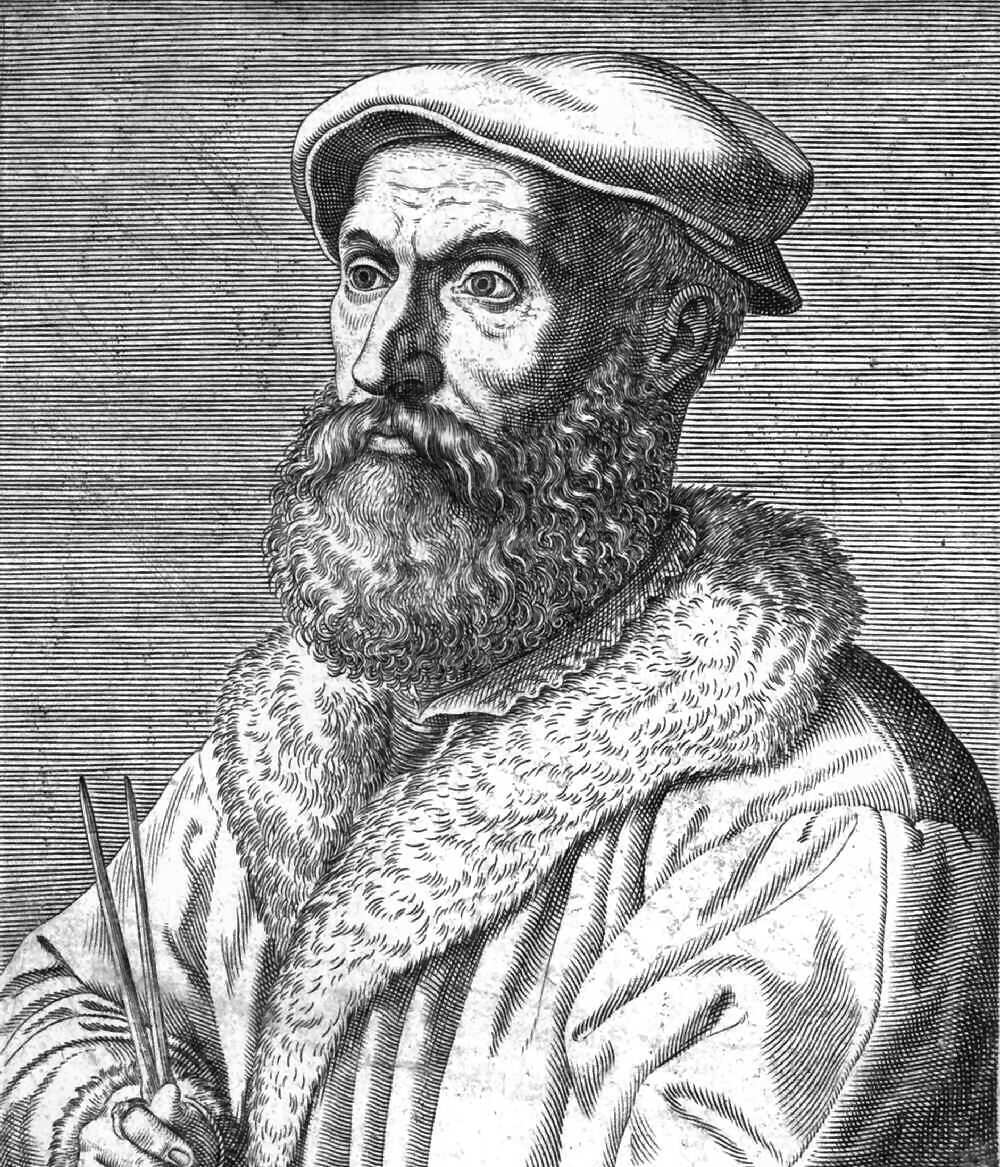
Niccolò Fontana Tartaglia.

Niccolò Fontana (ur. 1499 lub 1500 w Brescii, zm. 13 grudnia 1557 w Wenecji) znany także jako Niccolò Tartaglia (zob. dalej) – włoski matematyk, autor prac z dziedziny mechaniki, balistyki, geodezji, teorii fortyfikacji itp. Autor pierwszego przekładu Elementów Euklidesa (1543) na język nowożytny – włoski.
Niezależnie (choć później) od Scipione del Ferra odkrył metodę rozwiązywania równań algebraicznych trzeciego stopnia (rozpowszechnioną przez Girolama Cardana i określaną często jako wzory Cardana).

## Życiorys

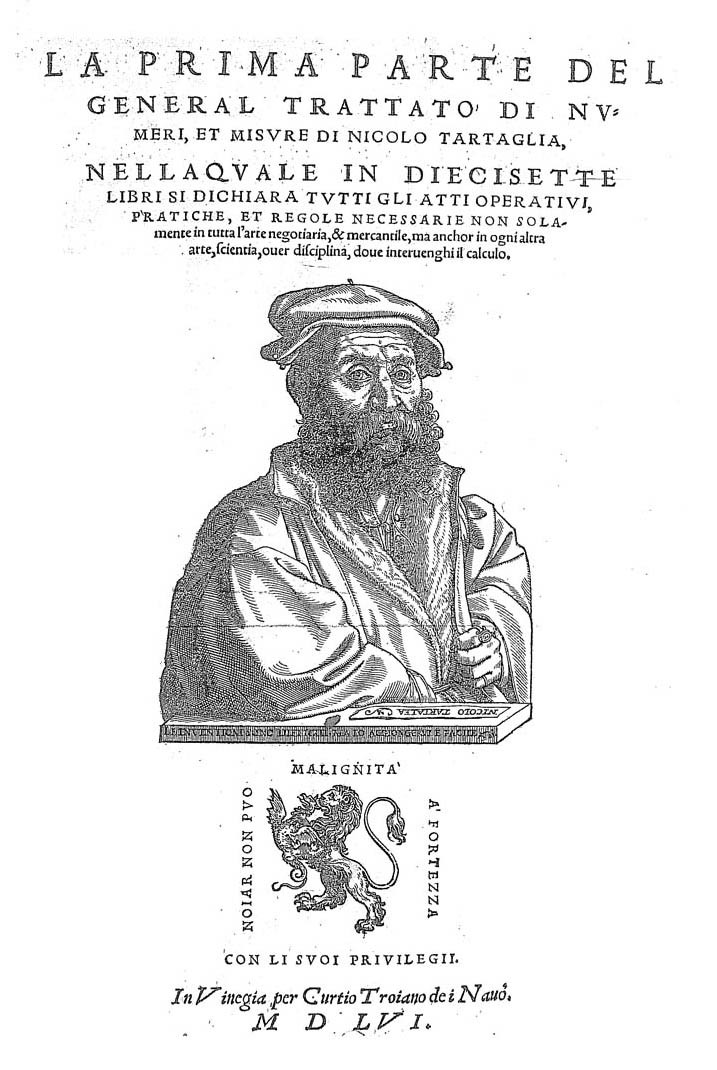
General trattato de’ numeri et misure, 1556

Jego ojcem był kurier pocztowy Michele Fontana. Pomimo tego, iż nie był on zamożny, Michele dbał o żonę i trójkę dzieci, i Niccolò Fontana uczęszczał do szkoły od czwartego roku życia. Niestety dwa lata później Michele Fonatana został zamordowany i osierocona rodzina popadła w skrajną nędzę. W 1512 roku podczas okupacji Brescii przez Francuzów Niccolò omal nie zginął. Schronił się wraz z rodzeństwem i matką w miejscowej katedrze, jednak został poważnie ranny w twarz. Od tego czasu był zeszpecony oraz miał poważne problemy z mówieniem, stąd wziął się jego przydomek „Tartaglia”, który znaczy tyle, co „jąkała”.
Tartaglia studiował matematykę samodzielnie. W okresie 1516–1518 uczył matematyki w Weronie, później pracował tam w szkole. W 1534 przeprowadził się do Wenecji, gdzie pracował jako nauczyciel matematyki elementarnej. Brał udział w popularnych w tamtym okresie debatach matematycznych z czasem uzyskując znaczne poważanie i uznanie.

## Dzieło
Metoda rozwiązywania równań sześciennych była odkryta po raz pierwszy przez Scipione del Ferra, ten jednak nie opublikował jej i pokazał ją jedynie nielicznym matematykom. Wśród osób które poznały metodę del Ferro był jego (niezbyt utalentowany) uczeń Fior. W tamtym czasie w Europie nie używano jeszcze liczb ujemnych, więc rozważane równania miały wiele nierównoważnych form (w celu zapewnienia dodatniości współczynników). Niemniej jednak matematycy wiedzieli wtedy już, że rozwiązanie ogólnego równania trzeciego stopnia może być zredukowane do rozwiązania jednego z następujących dwóch typów równań:
{\displaystyle x^{3}+mx=n} oraz {\displaystyle x^{3}=mx+n} (gdzie {\displaystyle m,n>0}).
Fior wiedział jedynie jak rozwiązać równanie pierwszego typu.
W 1535 doszło do „meczu matematycznego” pomiędzy Fiorem a Tartaglią, w którym każda ze stron podała drugiej 30 równań do rozwiązania. Podczas gdy zadania przygotowane przez Tartaglię były bardzo różnorodne, te podane przez Fiora dotyczyły tylko jedynego typu równań, które Fior potrafił rozwiązać. Rankiem 13 lutego 1535 Tartaglia odkrył sposób na rozwiązywanie tego typu równań i mecz wygrał.
Cardano uprosił Tartaglię w 1539 o wyjawienie metody rozwiązywania równań sześciennych, w zamian zobowiązując się do dochowania tajemnicy i nieujawniania metody. W 1540 roku Lodovico Ferrari, asystent Cardana, odkrył metodę redukcji równań czwartego stopnia do równań sześciennych. Razem z metodą rozwiązywania tych ostatnich pozwalało to rozwiązać wszystkie typy równań stopnia 4.
W 1543 Cardano i Ferrari odwiedzili zięcia del Ferro w Bolonii i odkryli, że to del Ferro był pierwszym matematykiem, który rozwiązał równania trzeciego stopnia. Cardano uznał, że obietnica dana Tartaglii nie obowiązuje go więcej i opublikował metodę rozwiązywania równań 3. i 4. stopnia w swoim dziele Ars Magna w 1545. Między Fontaną a Cardanem doszło do pojedynku na zadania matematyczne, który Tartaglia przegrał.
Tartaglia jest także znany jako autor formuły na objętość czworościanu w zależności od odległości pomiędzy jego czterema wierzchołkami:
{\displaystyle V^{2}={\frac {1}{288}}\det {\begin{bmatrix}0&d_{12}^{2}&d_{13}^{2}&d_{14}^{2}&1\\d_{21}^{2}&0&d_{23}^{2}&d_{24}^{2}&1\\d_{31}^{2}&d_{32}^{2}&0&d_{34}^{2}&1\\d_{41}^{2}&d_{42}^{2}&d_{43}^{2}&0&1\\1&1&1&1&0\end{bmatrix}},}
gdzie {\displaystyle d_{ij}} jest odległością między wierzchołkiem {\displaystyle i} oraz {\displaystyle j.} Jest to uogólnienie wzoru Herona na pole trójkąta.